# Боркут
Боркут — ртутне родовище на території України (Закарпаття). Відкрите в 1950-х рр. Вулканогенного типу, пов'язане з невеликим (до 1 км²) діоритовим куполом в глинистих відкладах міоцену. Головний рудний мінерал — щільна приховано-кристалічна кіновар, яка часто асоціює з метациннабаритом. Розробляється підземним способом.